# بلخزمر
بلخزمر: أحد مراكز إمارة منطقة الباحة، تقع في شمال غرب الباحة على مسافة 30 كيلاً. ويقطنها 9280 نسمة.